# Касянове
Кася́нове — колишнє село в Україні, Сумській області, Роменському районі.
Було підпорядковане Хмелівській сільській раді. Станом на 1986 рік в селі проживало 10 людей.

## Історія
Село засноване на річці Хмелівка, неподалік села Авраменкове.
Зняте з обліку рішенням Сумської обласної ради від 10 жовтня 2008 року.